# Никита Драгун
Никита Нгујен (енгл. Nikita Nguyen; 31. јануар 1996), позната као Никита Драгун (енгл. Nikita Dragun), вијетнамска је јутјуберка, шминкерка и манекенка.

## Детињство, младост и образовање
Рођена је у Белгији, а похађала је средњу школу у Вирџинији. Вијетнамског и мексичког је порекла, а аутовала се као трансжена кад је била тинејџерка. У неколико својих видеа, отворено је говорила о својој транзицији.
Касније је одлучила да се пресели у Лос Анђелес и оде на Модни институт за дизајн и одећу, где је дипломирала. Изјавила је: „Тада сам била као Хана Монтана. Била бих на настави и разговарали бисмо о инфлуенсерима и брендовима, а моје лице би се појавило на екрану и почели би причају о мени! Нису имали појма да седим са њима у просторији. Никад нисам хтела да неко зна.”

## Филмографија

### Веб-серије
| Година     | Назив | Улога                 | Напомене                              | Реф.  |
| ---------- | ----- | --------------------- | ------------------------------------- | ----- |
| 2018—2019. |       | проблематична девојка | главна улога; 14 епизода              | [ 7 ] |
| 2020.      |       | себе                  | 10 епизода                            |       |
| 2020.      |       | себе                  | епизода: „Извињавам се због овога...” |       |

### ТВ серије
| Година | Назив | Улога | Напомене                          | Реф.  |
| ------ | ----- | ----- | --------------------------------- | ----- |
| 2019.  |       | себе  | епизода: „Шоу мора да се настави” | [ 7 ] |
| 2022.  |       | себе  | главна улога                      | [ 8 ] |

### Музички спотови
| Година | Назив | Извођач        | Реф.   |
| ------ | ----- | -------------- | ------ |
| 2018.  | „”    | Ким Петрас     | [ 9 ]  |
| 2018.  | „”    |                | [ 10 ] |
| 2019.  | „”    | Dimitri Vegas & Like Mike, Парис Хилтон | [ 11 ] |
| 2019.  | „”    | Иги Азејлија,  | [ 12 ] |
| 2020.  | „” () | Ким Петрас     |        |
| 2020.  | „”    | Биби Рекса,    |        |